# 8e cérémonie des Golden Globes
La 8e cérémonie des Golden Globes a eu lieu le 28 février 1951 au nightclub Ciro's (en) à West Hollywood, elle récompense les films diffusés en 1950 et les professionnels s'étant distingués cette année-là.

## Palmarès

### Meilleur film dramatique
Récompense décernée au préalable
- Boulevard du crépuscule (Sunset Boulevard)
  - Harvey
  - Cyrano de Bergerac
  - Comment l'esprit vient aux femmes (Born Yesterday)
  - Ève (All about Eve)

### Meilleur acteur dans un film dramatique
- José Ferrer pour le rôle de Cyrano dans Cyrano de Bergerac
  - Louis Calhern pour le rôle de Oliver Wendell Holmes Jr. dans The Magnificent Yankee
  - James Stewart pour le rôle de Elwood P. Dowd dans Harvey

### Meilleure actrice dans un film dramatique
- Gloria Swanson pour le rôle de Norma Desmond dans Boulevard du crépuscule (Sunset Boulevard)
  - Bette Davis pour le rôle de Margo Channing dans Ève (All about Eve)

### Meilleur acteur dans un film musical ou une comédie
- Fred Astaire pour le rôle de Bert Kalmar dans Trois petits mots (Three Little Words)
  - Dan Dailey pour le rôle de William Kluggs dans Planqué malgré lui (When Willie Comes Marching Home)
  - Harold Lloyd pour le rôle de Harold Diddlebock dans Oh quel mercredi ! (Mad Wednesday)

### Meilleure actrice dans un film musical ou une comédie
Récompense décernée au préalable
- Judy Holliday pour le rôle d'Emma Dawn dans Comment l'esprit vient aux femmes (Born Yesterday)
  - Spring Byington pour le rôle de Louisa Norton dans Louisa
  - Betty Hutton pour le rôle d'Annie Oakley dans Annie, la reine du cirque (Annie Get Your Gun)

### Meilleur acteur dans un second rôle
- Edmund Gwenn pour le rôle de "Skipper" Miller dans La Bonne Combine (Mister 880)
  - George Sanders pour le rôle d'Addison DeWitt dans Ève (All about Eve)
  - Erich von Stroheim pour le rôle de Max von Mayerling dans Boulevard du crépuscule (Sunset Boulevard)

### Meilleure actrice dans un second rôle
- Josephine Hull pour son rôle de Veta Louise Simmons dans Harvey
  - Judy Holliday pour son rôle de Doris Attinger dans Madame porte la culotte (Adam's Rib)
  - Thelma Ritter pour son rôle de Birdie Coonan dans Ève (All about Eve)

### Meilleur réalisateur
- Billy Wilder pour Boulevard du crépuscule (Sunset Boulevard)
  - Joseph L. Mankiewicz pour Ève (All about Eve)
  - John Huston pour Quand la ville dort (The Asphalt Jungle)
  - George Cukor pour Comment l'esprit vient aux femmes (Born Yesterday)

### Meilleur scénario
- Joseph L. Mankiewicz pour Ève (All about Eve)
  - John Huston pour Quand la ville dort (The Asphalt Jungle)
  - Charles Brackett pour Boulevard du crépuscule (Sunset Boulevard)

### Meilleure musique de film
- Boulevard du crépuscule (Sunset Boulevard) composée par Franz Waxman
  - Ma vie à moi (A Life of Her Own) composée par Bronislau Kaper
  - Destination... Lune ! (Destination Moon) composée par Leith Stevens